# Второе Крымское краевое правительство
Второе Крымское краевое правительство (Краевое правительство Соломона Крыма, Земское краевое правительство) — коалиционное правительство в Крыму, часть Белого движения, существовавшее с 15 ноября 1918 до апреля 1919 года. Председателем правительства был Соломон Крым. Поддерживалось военными силами Антанты.

## Правительственный кризис и отставка Сулькевича
Ноябрьская революция в Германии заставила немецкое командование вывести свои войска за пределы захваченных земель Российской империи. Ещё до ухода немцев правительство Матвея Сулькевича стало терять и без того небольшое влияние. В ноябре Сулькевич, предупреждённый германским командованием о скорой эвакуации, обратился за помощью к Антону Деникину, но получил отказ, мотивированный ранее проводимой прогерманской и сепаратистской позицией руководства Крыма.

## Формирование второго коалиционного кабинета С. С. Крыма
После почти месячной борьбы Матвей Сулькевич 14 ноября 1918 года подал в отставку, и земские представители выдвинули на пост премьера Соломона Крыма.В военном плане новое правительство хотело опереться на Добровольческую армию, опасаясь большевицких выступлений. Немецкое командование, несмотря на революционное разложение немецких войск, противилось вводу добровольцев и согласилось лишь при аргументе о судьбе немецких колонистов.
15 ноября на съезде представителей городов, уездных и волостных земств был сформирован новый (второй) состав Крымского краевого правительства. В его состав вошли:
- С. С. Крым — председатель Совета министров, министр земледелия и краевого имущества;
- Н. Н. Богданов — министр внутренних дел;
- Адмирал В. А. Канин — морской министр;
- Генерал-лейтенант М. М. Бутчик — управляющий военным министерством;
- В. Д. Набоков — министр юстиции;
- М. М. Винавер — министр иностранных дел;
- П. С. Бобровский — министр труда, краевой секретарь и контролёр, исполняющий обязанности управляющего делами Совета министров;
- А. П. Барт — министр финансов;
- А. А. Стевен — министр продовольствия, торговли и промышленности, исполняющий обязанности министра путей сообщения, почт, телеграфов и общественной работы;
- С. А. Никонов — министр народного просвещения и вероисповеданий, председатель медицинского совета при министерстве внутренних дел;
- Н. Н. Колышкевич — управляющий краевой канцелярией;
- В. С. Налбандов — государственный контролёр[3].

- Деятели Второго крымского краевого правительства С. С. Крыма
- Соломон Самойлович Крым (1867—1936), премьер-министр.
- Николай Николаевич Богданов (1875—1930), министр внутренних дел.
- Бутчик Михаил Михайлович (1868—1922), военный министр
- Василий Александрович Канин (1962—1927), морской министр.
- Владимир Дмитриевич Набоков (1869—1922), министр юстиции.
- Максим Моисеевич Винавер (1863—1926), министр иностранных дел.
- Сергей Андреевич Никонов (1864—1942), министр народного просвещения, вероисповеданий.
- Александр Павлович Барт (1868—1920), министр фининсов
- Налбандов Владимир Сергеевич (1874—1954), государственный контролёр

## Политика и мероприятия Второго крымского краевого правительства
Правительство опиралось на силу Добровольческой армии, в Крыму был объявлен военный призыв в её ряды. В Крым вводились части Добровольческой армии. По соглашению с правительством они не должны были вмешиваться во внутреннюю жизнь полуострова. Однако было много несогласованных с правительством действий (например, аресты, проводила добрармия в Крыму), а также случаев неконтролируемого поведения белых военнослужащих с актами запугивания, ограблениями или даже убийствами. Так, белыми офицерами были убиты представители буржуазии Гужон и Титов, а также много участников оппозиционного профсоюзного или социалистического движения. Особых размеров новый террор достиг в Ялте. Краевое правительство не вмешивалось в террор белой армии и не осуждало такие действия.
Правительство отвергло курс на самостоятельность полуострова под германским протекторатом, проводимый Первым Краевым правительством М. А. Сулькевича, своей задачей оно считало сближение со всеми государственными организациями, которые стремились к «воссоединению единой России», сотрудничество со странами Антанты, восстановления органов «общественного самоуправления» и переизбрание их согласно с законами Временного правительства, созыва Крымского краевого сейма, проведения решительной борьбы с большевизмом с целью прекращения роста его влияния на массы.
Правительство С. Крыма, достаточно левой ориентации для белого движения, в составе которого были четыре кадета, эсер и меньшевик, приняло некоторые меры для улучшения положения населения полуострова. Было издано распоряжение о разрешении деятельности профсоюзов, создана комиссия по вопросам труда. Отменена цензура печати, недемократический цензовый принцип выборов местной власти. В декабре 1918 г. принято решение о возвращении жителям Крыма денег, изъятых большевиками в виде контрибуций. Рассматривались меры по компенсации убытков, которые были у владельцев заводов и фабрик. Было восстановлено обращение ценных бумаг.

При поддержке правительства продолжал развиваться Таврический университет, который был открыт ещё при правительстве Сулькевича, но при личной поддержке Соломона Крыма. Его кадры кроме местной, составила ведущая профессура, бежавшая в Крым от потрясений революции. 
Однако, экономическая ситуация ухудшалась, началась катастрофическая инфляция. Этому способствовала также отмена государственных цен на закупку хлеба, которая была введена правительством Сулькевича. Начался выпуск новых денег. Одновременно с ними в ходу были разнообразные денежные единицы: «романовки», «керенки», донские бумажные деньги — «колокольчики», украинские рубли, немецкие марки, французские франки, английские фунты, американские доллары, купоны от разных процентных бумаг, займов, лотерейные билеты напечатанные правительством С. Крыма и др. Начали закрываться предприятия (опять не работал Севморзавод), росла безработица — все это привело к росту популярности большевистских взглядов среди населения. С февраля 1919 правительство из-за революционного положения было вынуждено отойти от демократии. Снова была введена цензура, а в оппозиционных организациях проводятся обыски.
Сразу же после отмены Брестского мира Москва начала посылать в Крым агитаторов и организовывать партизанские отряды. Был создан подпольный областной революционный комитет для подготовки вооружённого восстания. В конце 1918 — начале 1919 г. партизанские отряды возникли почти во всех крымских городах. С ними боролись войска Добровольческой армии и Антанты.
В конце марта — начале апреля 1919 г. большевистские войска подступили к Крыму. 4 апреля они захватили Перекоп, 11 апреля — Симферополь и Евпаторию, 13 апреля — Бахчисарай и Ялту. Севастополь был взят 29 апреля. В мае была провозглашена Крымская Советская Социалистическая республика (которая просуществовала только 75 дней).

## Десант войск Антанты в Крыму
26 ноября 1918 эскадра из 22-х французских, английских кораблей, греческих и итальянских кораблей приходит в Севастополь. Остались здесь преимущественно французские и греческие корабли, поскольку согласно договорённости английской зоной был Кавказ. Базой союзников стал Севастополь, небольшие отряды базировались в Евпатории, Ялте, Феодосии и Керчи. Правительство Крыма просило разместить войска Антанты ещё и на Перекопе, но лишь в марте 1919, когда было уже поздно, несколько тысяч греческих солдат перебросили туда. Количество французских и греческих солдат до марта 1919 составляло более 20 тысяч.
Главной задачей войск Антанты была охрана важных объектов и патрулирование проблемных территорий (рабочие, среди которых были сильные большевистские симпатии, оказывали сопротивление иностранным войскам: отказывались ремонтировать их корабли, частыми были вооружённые нападения на иностранных военных). Было проведено несколько успешных операций по поимке большевистских партизан.
7 боеспособных кораблей бывшего Черноморского флота России, а также часть берегового оружия союзники реквизировали.

## Наступление красных и потеря власти
Во время наступления украинских войск большевиков, ядром которых была 1-я Заднепровская Украинская советская дивизия под командованием П. Е. Дыбенко в апреле 1919 года войска Антанты не смогли противостоять им. После взятия 5 апреля Перекопа французские войска начали эвакуацию из Крыма. В рядах французских солдат был невысокий боевой дух, поскольку они не хотели воевать на чужих землях. 12 апреля 1919 года Крымское краевое правительство издало Акт, согласно которому французским властям в Севастополе передавались ценности, вывезенные из краевого банка на крейсер «Кагул», и ценности казначейства в Севастополе. Французские власти могли расходовать их на нужды края по своему усмотрению. Акт весьма неконкретно и пространно указывал на часть из этих средств, которую интервенты обязывались передать «одному из российских посольств в Европе».
Когда 15 апреля Красная армия подошла к Севастополю, французские войска отказались оказывать сопротивление, а на трёх французских кораблях («Мирабо», «Жан Маре», «Франс») были подняты красные флаги. Восставших французских моряков обстреляли греческие войска, но после подавления восстания внутри войск Антанты не было уже и речи о том, чтобы сопротивляться большевикам.
15 апреля 1919 на греческом судне «Надежда» правительство эвакуировалось. В предместья города вошли красные. Заключив с Красной армией негласное соглашение о нейтралитете, связанное с необходимостью эвакуации одного из неисправных французских линкоров из дока, только 29 апреля 1919 года последние корабли Антанты покинули Севастополь. Как и немцы, при отступлении французы грабили имущество флота и местное население.